# Cardiophorus femoratus
Cardiophorus femoratus là một loài bọ cánh cứng trong họ Elateridae. Loài này được Wollaston miêu tả khoa học năm 1854.